# 李從璨
李从璨（?—929年4月28日），后唐明宗李嗣源的侄子，《旧五代史》、《资治通鉴》作皇子。
李从璨性情刚直豁达，好客疏财。天成年间，为右卫大将军，当时安重诲秉政，李从璨不屈从，安重诲因此忌恨他。唐明宗到汴州，留李从璨为大内皇城使。一日，李从璨召宾友在会节园饮酒，李从璨喝醉了，开玩笑地登上了御床。安重诲奏请将他诛杀。李嗣源下诏：“皇城使从璨，朕巡幸汴州，使警大内。乃全乖委任，但恣遨游，于予行从之园，频恣歌欢之会，仍施峻法，显辱平人，致彼喧哗，达于闻听。方当立法，固不党亲，宜贬授房州司户参军，仍令尽命。”
天成四年三月十六（929年4月28日），李从璨在房州被赐死。长兴年间，安重诲获罪。命复李从璨旧官，赠太保。

## 延伸阅读
[在维基数据编辑]
 《舊五代史·卷51》，出自薛居正《舊五代史》
 《新五代史/卷15》，出自歐陽修《新五代史》